# María José Ramos Rubiera
María José Ramos Rubiera (Sama de Langreo, 8 de febrero de 1956) es una política española y militante feminista. De 1999 a 2011 fue Consejera en los gobiernos autonómicos presididos por el socialista Vicente Álvarez Areces en los que destacó su apuesta por las políticas de igualdad. Fue diputada autonómica en las legislaturas V, VI, VII y VIII. De 1979 a 1999 fue concejala por el PSOE en el Ayuntamiento de Gijón. Es hija de la militante socialista en la clandestinidad Argentina Rubiera.

## Biografía
Su madre, Argentina Rubiera, miembro en la clandestinidad del PSOE estuvo presa y sufrió las represalias de la dictadura por defender los ideales socialistas. Vivían del negocio familiar hasta que a los quince años y tras morir su padre se trasladaron a Gijón, donde empieza su andadura política en 1977 en las Juventudes Socialistas, la UGT y el PSOE.
De 1979 a 1983 fue responsable de la Fundación Largo Caballero para Asturias, León y Cantabria, formó parte de la Comisión Ejecutiva de UGT y fue responsable del Área de Formación Sindical; miembro de la Ejecutiva de Juventudes Socialistas y responsable del Área de Política Sindical. También, perteneció a la Ejecutiva Regional de la Federación Socialista Asturiana (FSA), en la que fue responsable del Área de Política Institucional.
De 1991 a 1994 fue miembro del Comité Federal del PSOE.

### Ayuntamiento de Gijón
En la primera legislatura democrática (1979-1983) fue concejala del Ayuntamiento de Gijón por el PSOE, miembro de la Junta Rectora de la Universidad Popular y Responsable del Área de Festejos de este municipio.
En los mandatos entre los años 1987 a 1991 y 1991 a 1995 fue nuevamente elegida Concejala del Ayuntamiento de Gijón, asumiendo las responsabilidades de Régimen Interior (Área de Personal y Organización), Tráfico y Seguridad Ciudadana (Bomberos, Policía Local y Protección Civil).
En su última legislatura como Concejala del Ayuntamiento de Gijón por el PSOE (1995-1999) ocupó los cargos de Primera Teniente de Alcalde, Portavoz del Grupo Socialista y Responsable de Área de Coordinación y Organización Administrativa y responsable municipal del Área de la Mujer.

### Gobierno de Asturias
En las legislaturas de 1999-2003 y 2003-2007, se ocupó de las políticas de igualdad, la cooperación local, el Servicio Jurídico, el Secretariado de Gobierno y las relaciones con la Junta General, así como la constitución de la Unidad Adscrita al Principado de Asturias del Cuerpo Nacional de Policía.
En la legislatura 2007-2011 María José Ramos ostentó el cargo de Consejera de Presidencia, Justicia e Igualdad, con responsabilidad en los ámbitos de Justicia, Seguridad Pública e Interior y de quien dependían el Instituto Asturiano de la Mujer, la Agencia Asturiana de Cooperación al Desarrollo, la Agencia Asturiana de Emigración, el Consejo de Comunidades Asturianas y la Oficina de Relaciones Institucionales con la Junta General del Principado, además de la Secretaría de Gobierno.
En las elecciones autonómicas de 2012 Ramos quedó fuera de la lista de socialista.

### Políticas de la igualdad
Ramos es una activa integrante del feminismo asturiano. Pertenece a la Tertulia Feminista Les Comadres desde 1987 y a la Asociación de Mujeres Progresistas de Asturias desde su constitución. A lo largo de su trayectoria en política primero municipal y posteriormente autonómica como Consejera de Presidencia apostó prioritariamente por las políticas de igualdad. Durante su mandato municipal impulsó las políticas de igualdad en el Ayuntamiento de Gijón además de apoyar el movimiento organizado de mujeres del municipio a través de la creación de la Casa de Encuentro de las Mujeres de Gijón, el programa «Femenino y Plural», y el II Plan de Igualdad de Oportunidades entre Hombres y Mujeres del Ayuntamiento de Gijón.
En mayo de 1999 fue elegida diputada del Grupo Parlamentario Socialista y accedió al Gobierno del Principado de Asturias, como Consejera de la Presidencia. Pocos meses después, en agosto de 1999, se creó el Instituto Asturiano de la Mujer, que adquirió el rango de dirección general adscrita a la Consejería de la Presidencia.
De 2001 a 2005 desarrolló el IV Plan de Acción Positiva para las Mujeres del Principado de Asturias (2001-2005) y del Plan del Principado de Asturias para Avanzar en la Erradicación de la Violencia contra las Mujeres (2002-2003).
Durante su mandato se constituyó el Consejo Asturiano de la Mujer y la Red Regional de Casas de Acogida del Principado de Asturias.
En 2007 apoyó la puesta en marcha de "La Casa Malva", el primer centro de atención integral a mujeres víctimas de violencia de género puesto en marcha en el marco de la Ley Orgánica de Medidas de Protección Integral de Asturias.
En 2011 Ramos defendió en el parlamento asturiano la Ley del Principado de Asturias para la Igualdad de Mujeres y Hombres y la Erradicación de la Violencia de Género aprobada el 11 de marzo.
En abril de 2012 renunció a su escaño en la Junta General del Principado y se incorporó como directora comercial de la residencia geriátrica en el Palacio de Leceñes, en Siero.

## Vida personal
Está casada con el también político socialista Pedro Sanjurjo González y tienen de dos hijos.